# Cop Land
Cop Land är en amerikansk kriminal-dramafilm från 1997, med manus och regi av James Mangold. Rollerna spelas av bland andra Sylvester Stallone, Harvey Keitel, Ray Liotta och Robert De Niro.

## Rollista (i urval)
- Sylvester Stallone – Freddy Heflin
- Harvey Keitel – Ray Donlan
- Ray Liotta – Gary "Figgsy" Figgis
- Robert De Niro – Moe Tilden
- Peter Berg – Joey Randone
- Janeane Garofalo – Deputy Cindy Betts
- Robert Patrick – Jack Rucker
- Michael Rapaport – Murray "Superboy" Babitch
- Annabella Sciorra – Liz Randone
- Noah Emmerich – Deputy Bill Geisler
- Cathy Moriarty – Rose Donlan
- John Spencer – Leo Crasky
- Method Man – Shondel